# منظمة البحوث التعاقدية
منظمة البحوث التعاقدية (CRO) هي منظمة تقدم الدعم للصناعات الدوائية والتقانة الحيوية في شكل خدمات بحثية يتم إسنادها لجهات خارجية على أساس تعاقدي. قد توفر منظمة البحوث التعاقدية خدمات مثل تطوير المستحضرات الصيدلية الحيوية وتطوير المقايسة البيولوجية والتجارة البحوث قبل السريرية والبحوث السريرية وإدارة التجارب السريرية والتيقظ الدوائي.
توفر العديد من منظمات البحوث التعاقدية دعم الدراسة السريرية والتجارب السريرية للعقارات والأجهزة الطبية. ويتراوح نطاق منظمات البحوث التعاقدية من منظمات دولية كبيرة توفر الخدمة كاملة إلى مجموعات صغيرة متخصصة.
قد تقدم منظمات البحوث التعاقدية المتخصصة في خدمات التجارب السريرية لعملائها خبرة الانتقال من دواء أو جهاز جديد من بدايته حتى الموافقة عليه من قبل إدارة الأغذية والعقاقير بـالوكالة الأوروبية للأدوية، دون وجود راعٍ لهذه الأدوية من شأنه الحفاظ على موظفي هذه الخدمات.

## الجوانب التنظيمية
تهتم منظمات البحوث التعاقدية على وجه التحديد بتقديم خدمات التجارب السريرية والمؤتمر الدولي لمواءمة المتطلبات التقنية لتسجيل المستحضرات الدوائية من أجل الاستخدام البشري (ICH-GCP) تحدد (E6 1.20) منظمات البحوث التعاقدية على أنها: شخص أو منظمة (تجارية أو أكاديمية أو غيرها) تعاقدت عن طريق الراعي للقيام بواحدة من واجبات ووظائف الراعي المتعلقة بالتجارب أو أكثر".
إضافة إلى أنها تنص على التالي:
- (5.2.1) للراعي نقل أي من واجباته ووظائفه المتعلقة بالتجارب أو جميعها لمنظمات البحوث التعاقدية، ولكن دائمًا ما تقع المسؤولية النهائية عن جودة بيانات التجارب ونزاهتها على الراعي. على منظمات البحوث التعاقدية ضمان الجودة ومراقبتها.
- (5.2.2) ينبغي أن تحدد كتابة أي من واجبات الراعي ووظائفه المتعلقة بالتجارب التي تم تحويلها لمنظمات البحوث التعاقدية أو من المفترض تحويلها إليها.
- (5.2.3) يتم الاحتفاظ بواجبات الراعي ووظائفه المتعلقة بالتجارب التي لم يتم تحويلها تحديدًا لمنظمات البحوث التعاقدية أو من المفترض تحويلها إليها عن طريق الراعي.
- (5.2.4) تنطبق أيضًا جميع مراجع الراعي في المبادئ التوجيهية هذه على منظمات البحوث التعاقدية لدرجة أن تتحمل منظمات البحوث التعاقدية واجبات ووظائف الراعي المتعلقة بالتجارب.

ورغم بيان المبادئ هذا قد تم ذكر شركة واحدة على الأقل لمستحضرات دوائية حيوية مطروحة للتداول علنًا مما يجعل استخدام منظمات البحوث التعاقدية في إيداعات المستثمر:
بسبب اعتمادنا على منظمات البحوث التعاقدية كطرف آخر لإجراء تجاربنا السريرية، فإننا غير قادرين على التحكم بصورة مباشرة في الوقت وكيفية التنفيذ والنفقات وجودة تجاربنا السريرية.(emphasis added)

## حجم السوق والنمو
تم إنفاق جزء كبير من ميزانية البحث والتطوير على خدمات التعهيد (المحلية والدولية) القادمة من قبل صناعة منظمات البحوث التعاقدية، وكانت 15 مليارًا تقريبًا في عام 2007م. ومن المتوقع أن ينمو هذا الرقم بنسبة 15% على مدى السنوات السبع المقبلة، وينبغي مواصلة الزيادة مع توسيع نطاق خدمات التعهيد لتغطية سلسلة القيم كاملة. حيث ترتقي خدمات التعهيد في البلدان النامية مثل الصين والهند في سلسلة القيم لتغطية المرحلة الأولى والثانية من التجارب، وقد تزداد قيمة مجموع العقود إلى 20 مليار دولار بحلول عام 2010م. إضافة إلى استحقاق بعض المجالات العلاجية في تطوير المستحضرات الدوائية حتى لمعدل نمو أكبر، أعني فئة علم الأورام، ومن المتوقع أن نرى استمرارًا في النمو يصل إلى أكثر من 21% خلال السنوات القليلة القادمة ونتيجة لأن السوق المستهدف كبير ولم يلبِ الحاجة الطبية بقوة وهناك عدد هائل من الأدوية في حالة تطوير (667 للسرطان مقابل 252 اضطرابات الجهاز العصبي المركزي و206 لاضطرابات القلب والأوعية الدموية و186 للعدوى)
تجري منظمات البحوث التعاقدية العدد المتزايد للتجارب السريرية، والمبلغ الذي تم إنفاقه على الأبحاث التي تجريه منظمات البحوث التعاقدية زاد من 1.6 مليار دولار في عام 1994م حتى 7.6 مليار دولار في عام 2004م. وأثناء الفترة الزمنية نفسها، انخفضت حصة التجارب السريرية في تشغيل المراكز الطبية الأكاديمية من 63% إلى 26%. بوصفها موضوعه من قبل مؤلف:

تعرض الشركات الصغيرة المتخصصة خدمات تعهد مستهدفة بصورة محدودة لعملاء مستحضرات الأدوية قد يأتون للإشراف على تطوير العقاقير وإدارة التجارب السريرية. هناك أكثر من 1100 شركة على مستوى العالم. وهي قطاع مجزأ للغاية حيث كانت أعلى 10 شركات تتحكم في ما يمثل 56.1% من السوق عام 2008م.